# イスラエル砲兵隊博物館
イスラエル砲兵隊博物館は、イスラエル北部、カイサリア・マリティマの北東、ハイファ地区のジフロン・ヤアコヴにある軍事博物館。英語表記ではIsraeli Artillery Corps Museumとなる。ヘブライ語表記では"ב'ת התותחן" となり、これをアルファベット表記した、Beyt ha-Totchan Museum、Beit-Hatotchan Museumなどの表記も見られる。

## 概要
イスラエル砲兵隊博物館では名前の通り、イスラエル国防軍で使用された各種の自走砲、牽引式の榴弾砲・対戦車砲・野砲、ロケット砲、迫撃砲などを主に展示している。シリア軍やエジプト軍などからの鹵獲品とみられる物も多い。古い物では、第一次中東戦争で使用され、"ナポレオニック"と呼ばれたM1906 65mm山砲も展示されている。また、メルカバ戦車をベースに試作されたSholef 155mm自走榴弾砲も展示されている。
その他、砲兵隊で使用されたと見られるいくつかの軍用車両（弾薬輸送車のM548 Alfa、レーダー車のShilem、指揮車両のM577 Mugaf、運搬用のフォークリフトなど）も展示されている。

## 展示品の一例
- M7プリースト 105mm自走砲、M107 175mm自走カノン砲、M110 203mm自走榴弾砲
- M50 155mm自走榴弾砲、ソルタムL33 155mm自走榴弾砲
- M109 Doher 155mm自走砲、ショレフ 155mm自走榴弾砲
- マクマト 120mm自走迫撃砲、マクマト 160mm自走迫撃砲
- APR-40 多連装ロケット砲、MAR-290多連装ロケット砲（スーパーシャーマン車体）、MAR-290多連装ロケット砲（ショットカル車体）
- M1906 65mm山砲、M50 155mm榴弾砲、ZiS-2 57mm対戦車砲
- M-30 122mm榴弾砲、D-30 122mm榴弾砲、M-46 130mmカノン砲、S-23 180mmカノン砲
- オードナンス QF 17ポンド砲、オードナンス QF 25ポンド砲
- M101 105mm榴弾砲、M102 105mm榴弾砲、M40 106mm無反動砲
- ソルタムM65 120mm迫撃砲、ソルタムM66 160mm迫撃砲、ソルタムM71 155mm榴弾砲、

展示品の詳細は右記 Wikimedia Commons のリンクも参照下さい。

## 展示品の画像

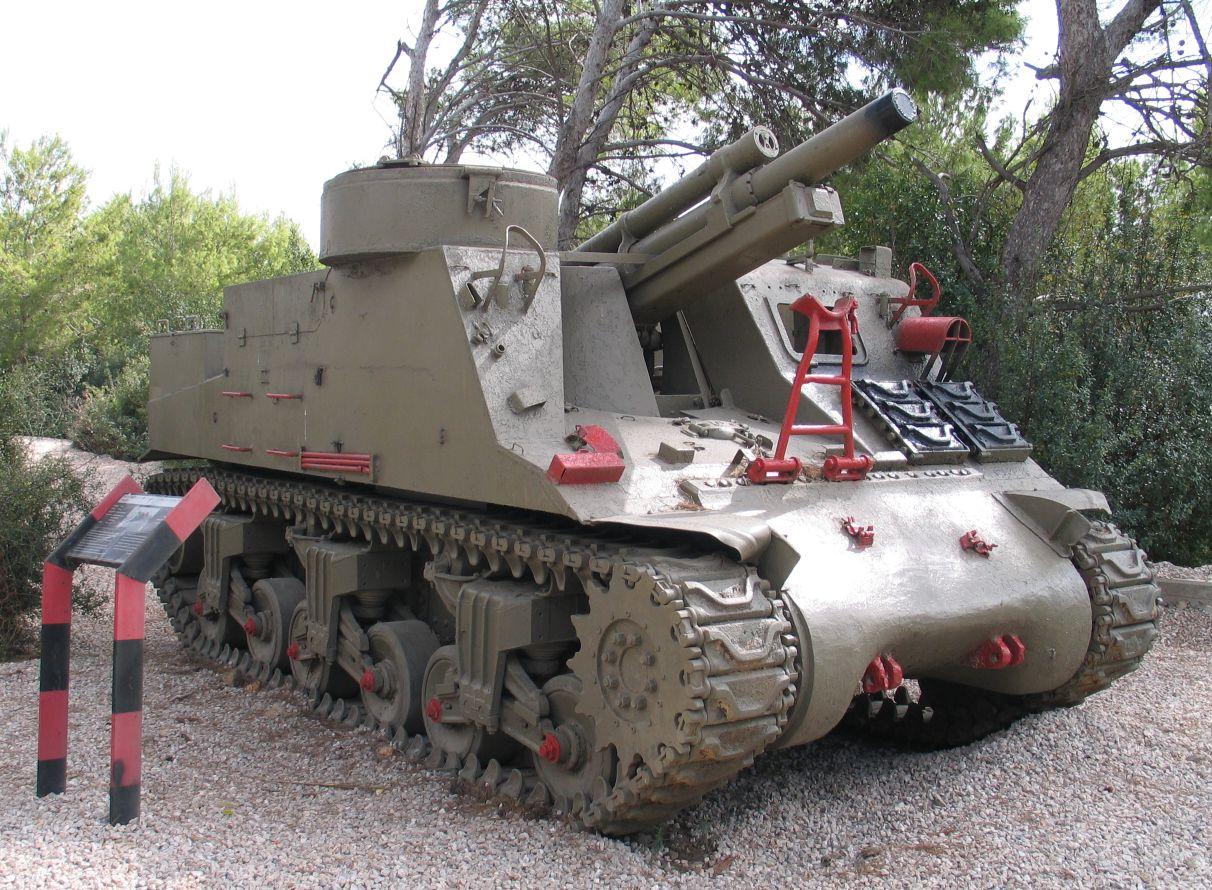
M7プリースト 105mm自走砲
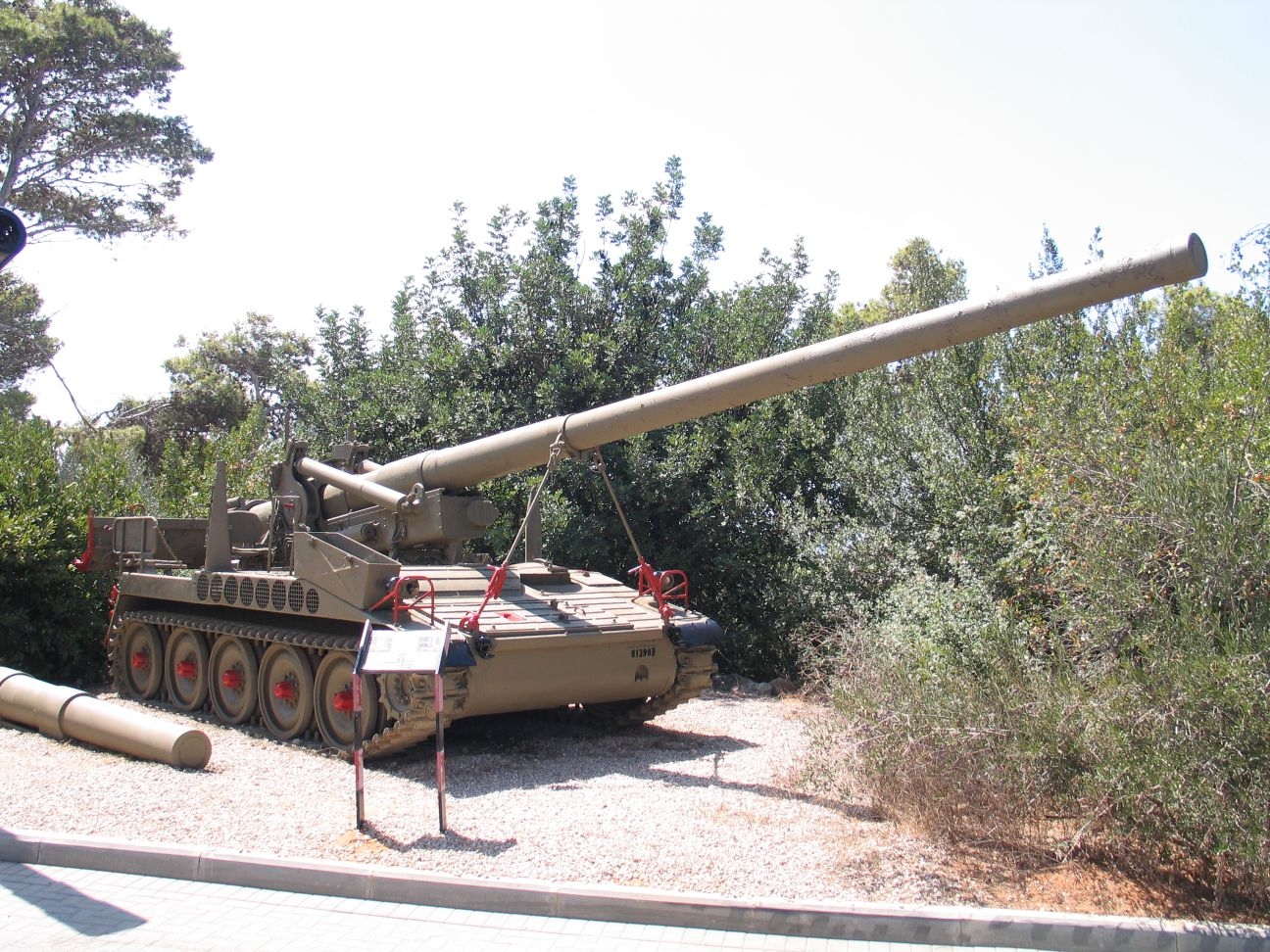
M107 175mm自走カノン砲
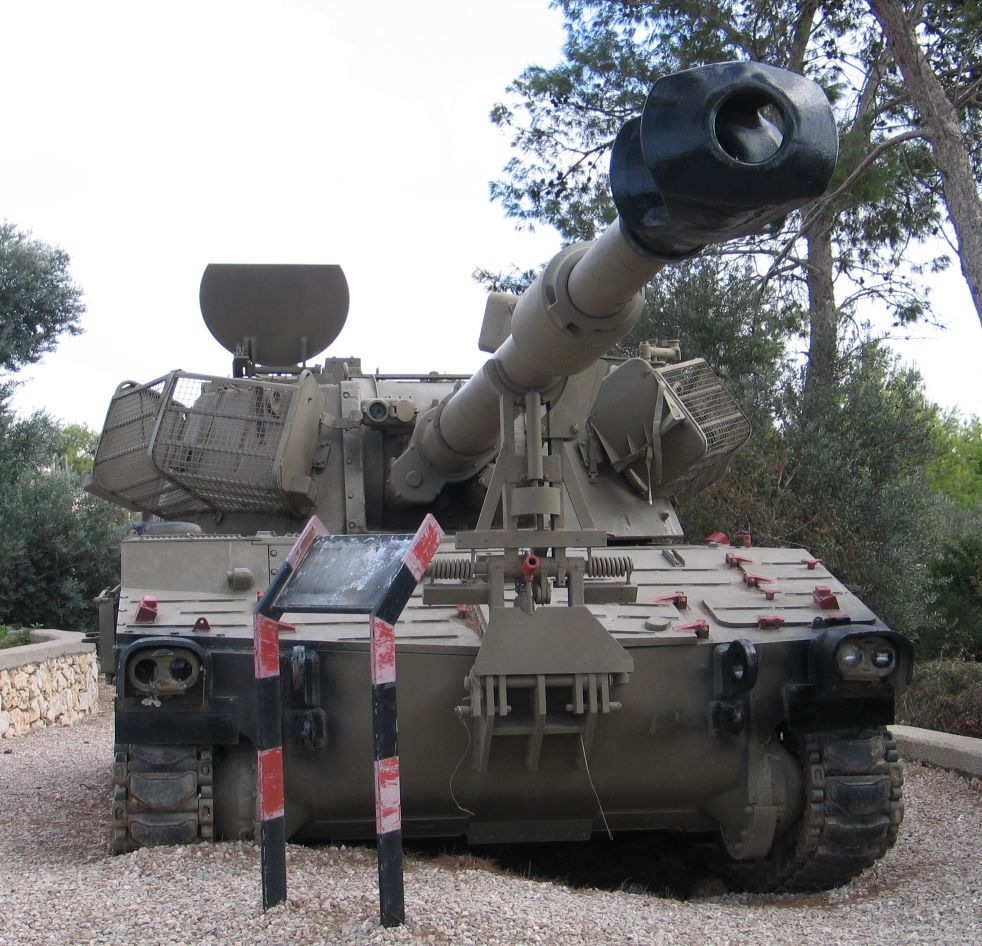
M109 Doher 155mm自走砲
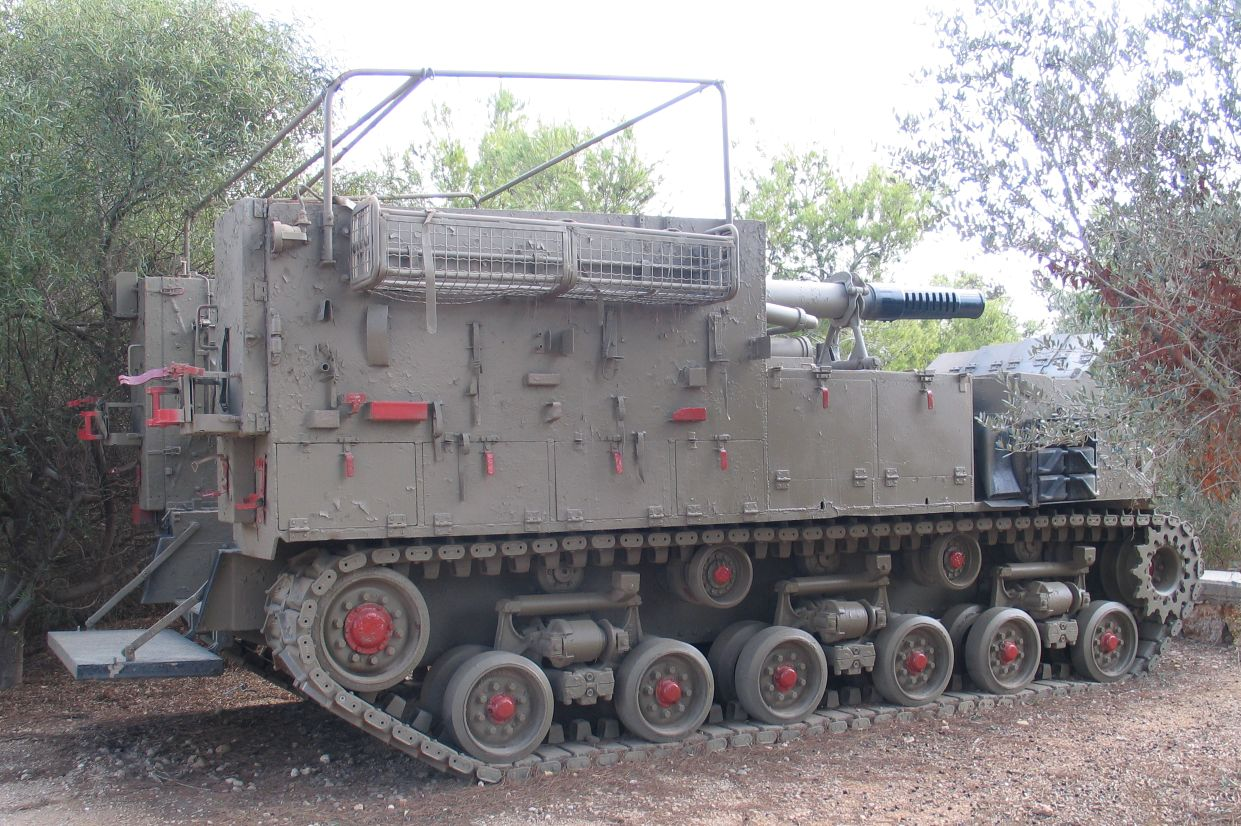
M50 155mm自走榴弾砲
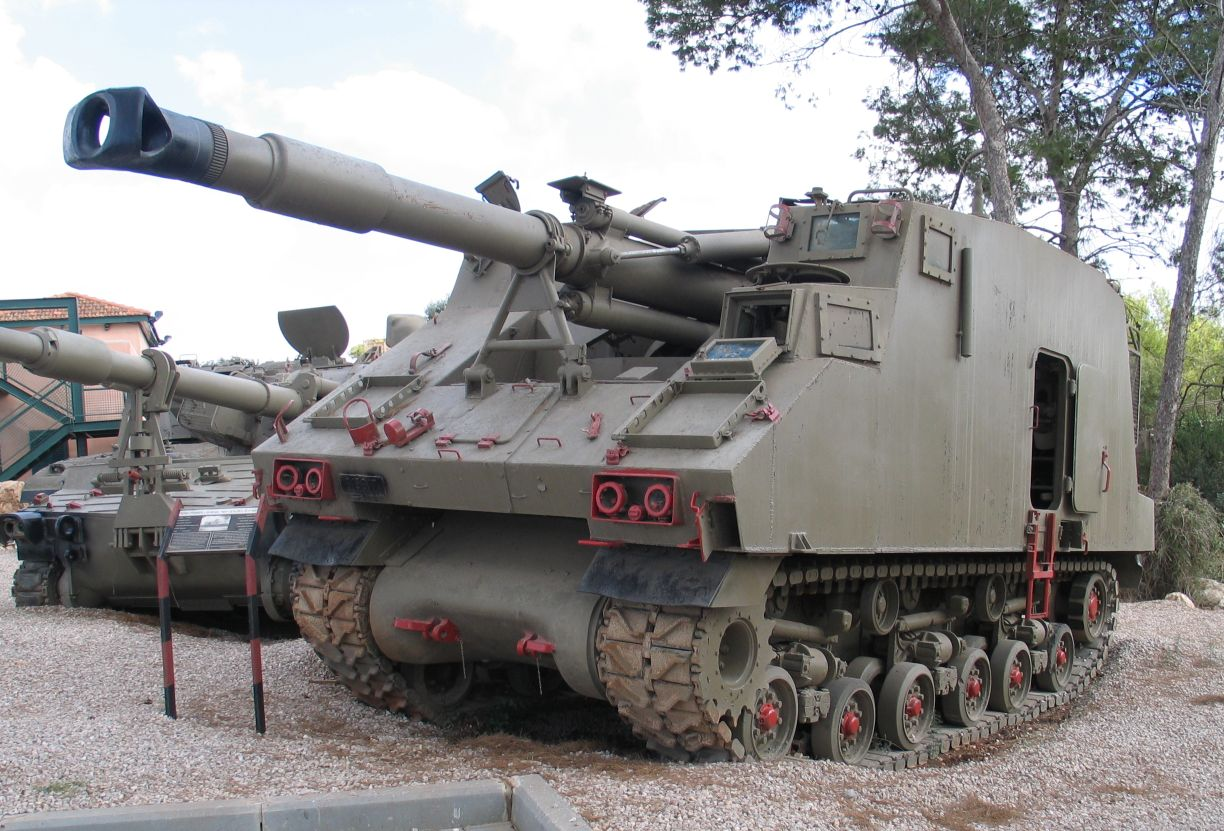
ソルタムL33 155mm自走榴弾砲
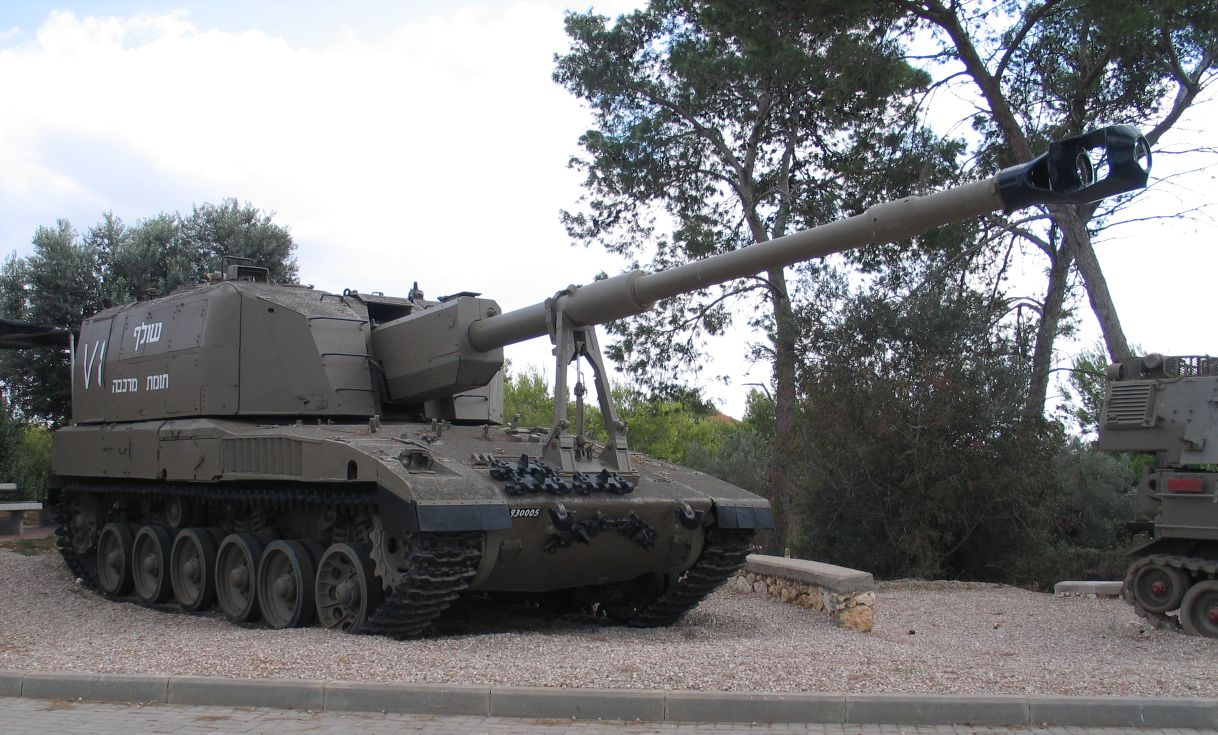
ショレフ 155mm自走榴弾砲
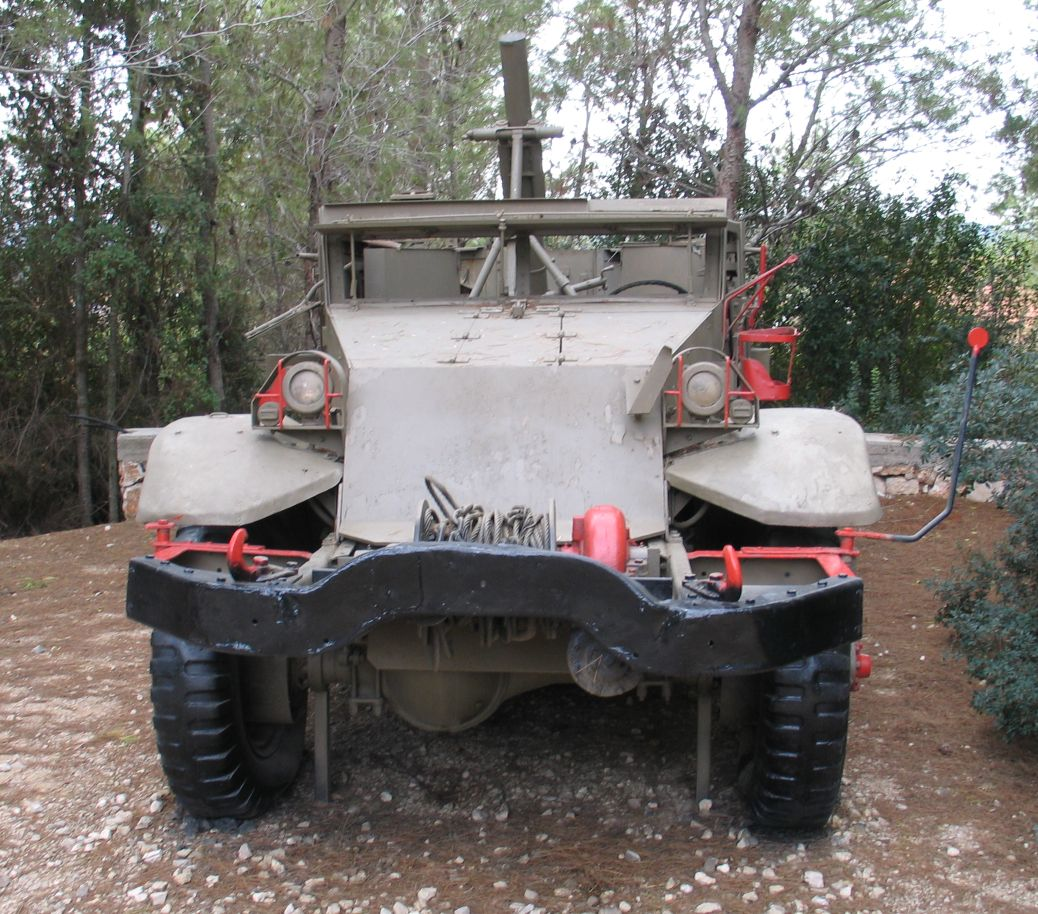
マクマト 120mm自走迫撃砲
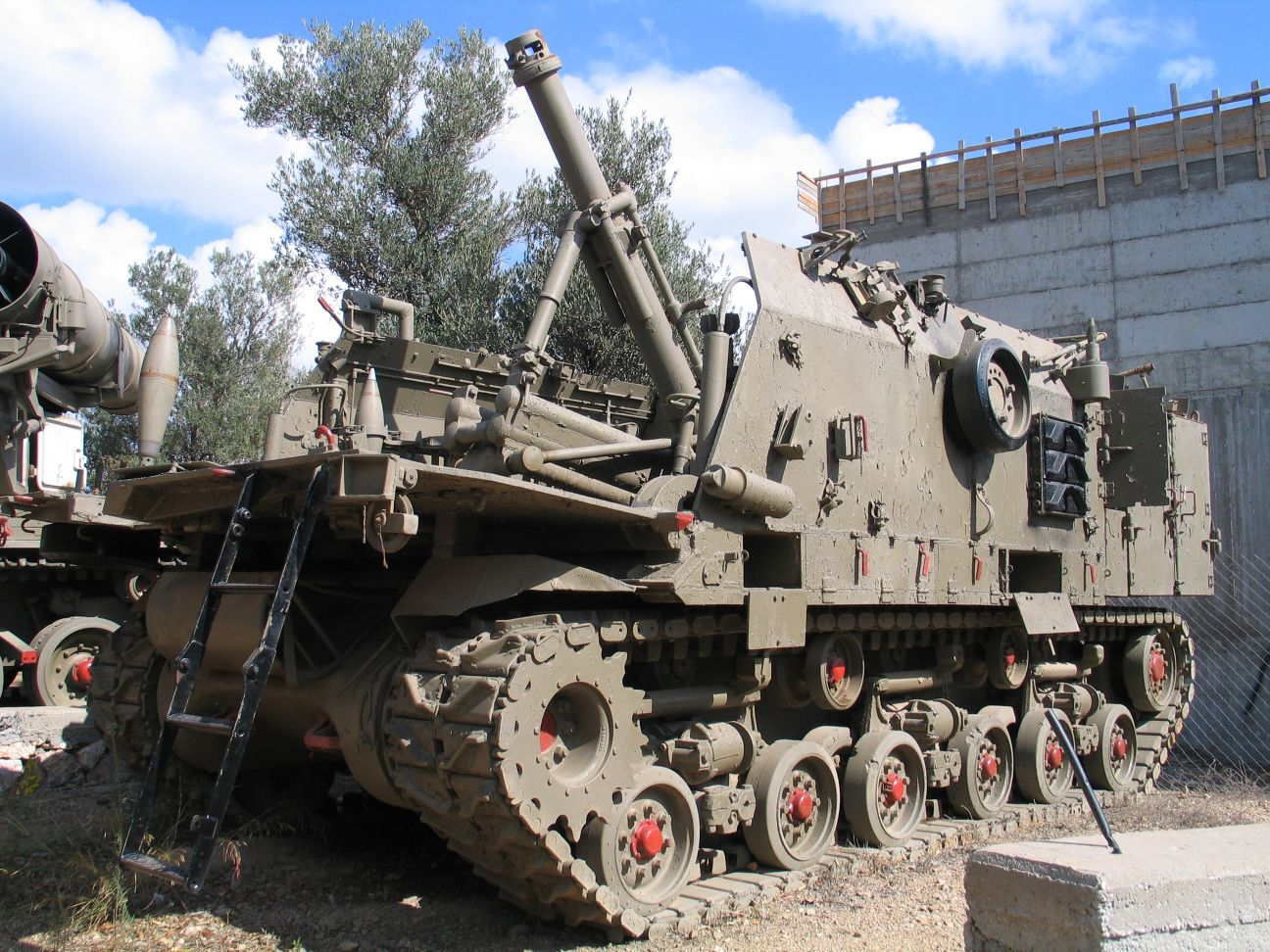
マクマト 160mm自走迫撃砲
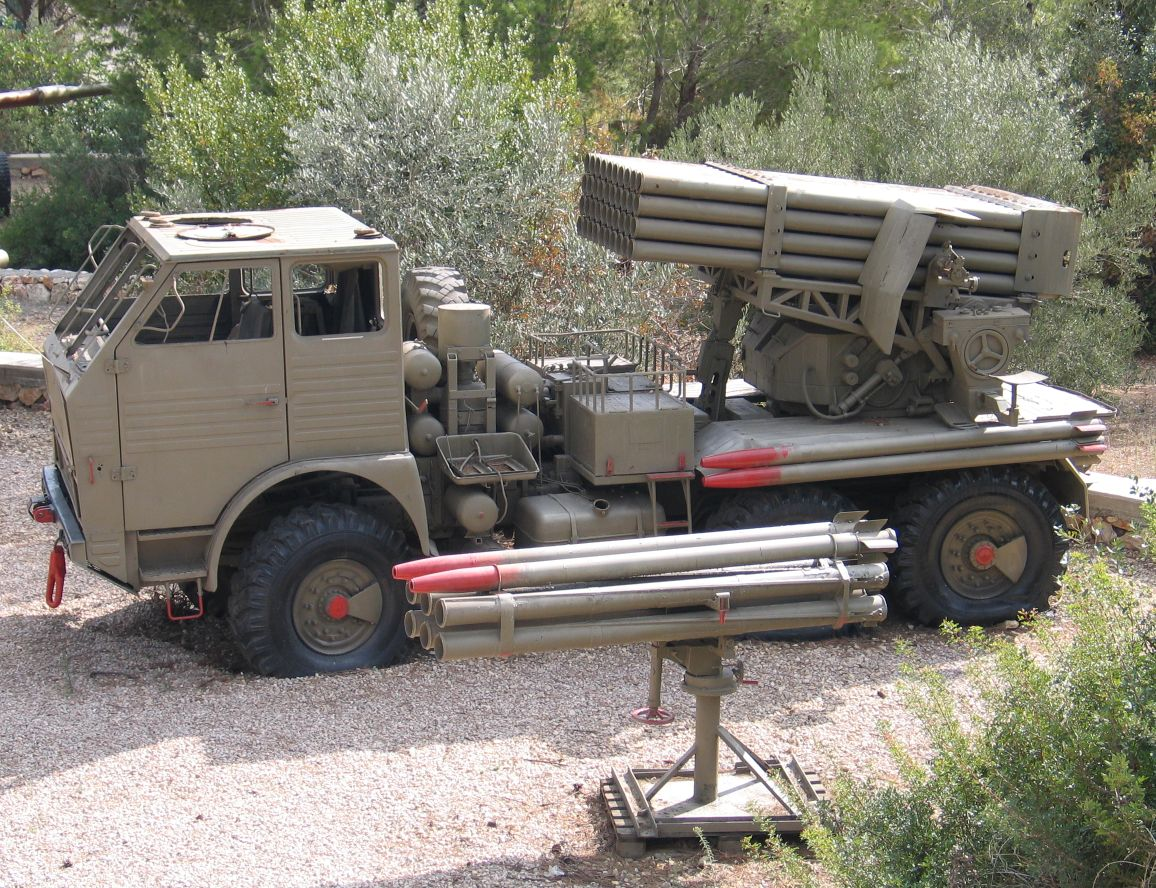
APR-40 多連装ロケット砲
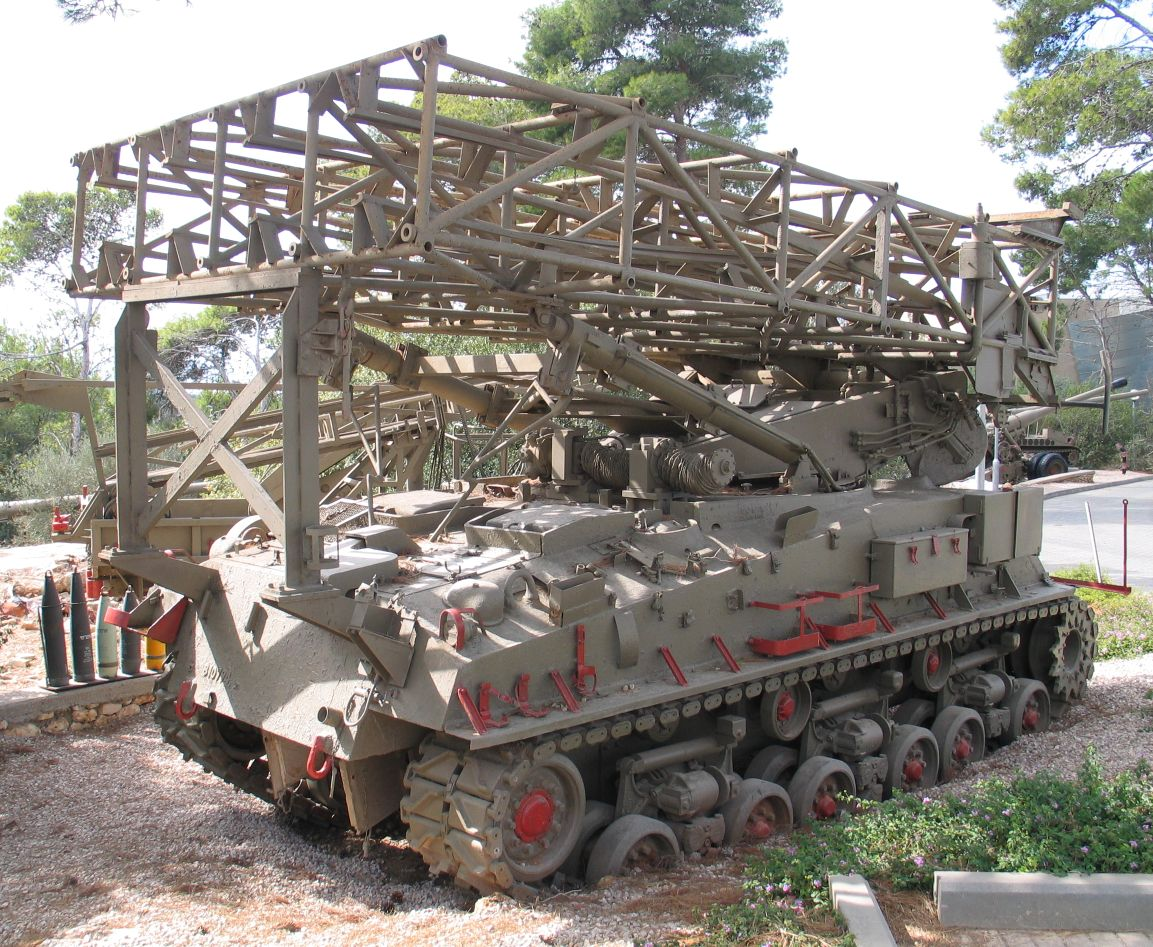
MAR-290多連装ロケット砲 （スーパーシャーマン車体）
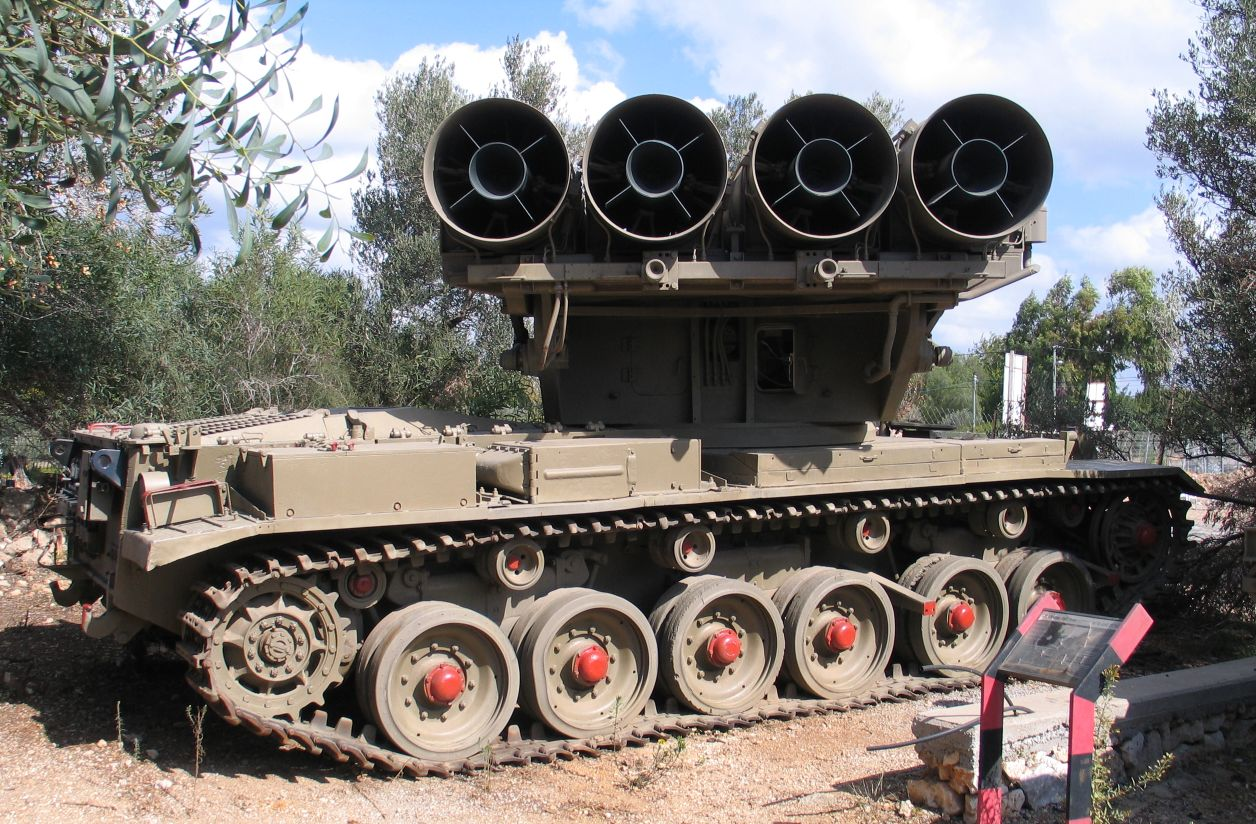
MAR-290多連装ロケット砲 （ショットカル車体）
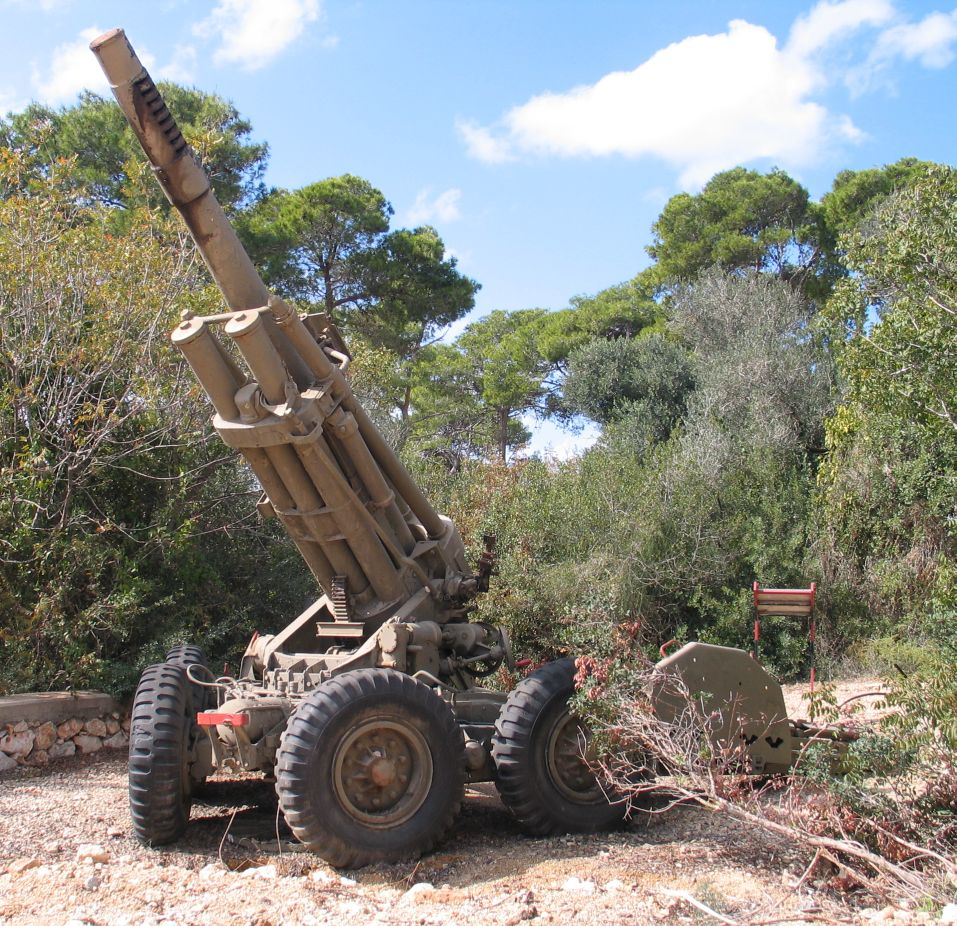
M50 155mm榴弾砲
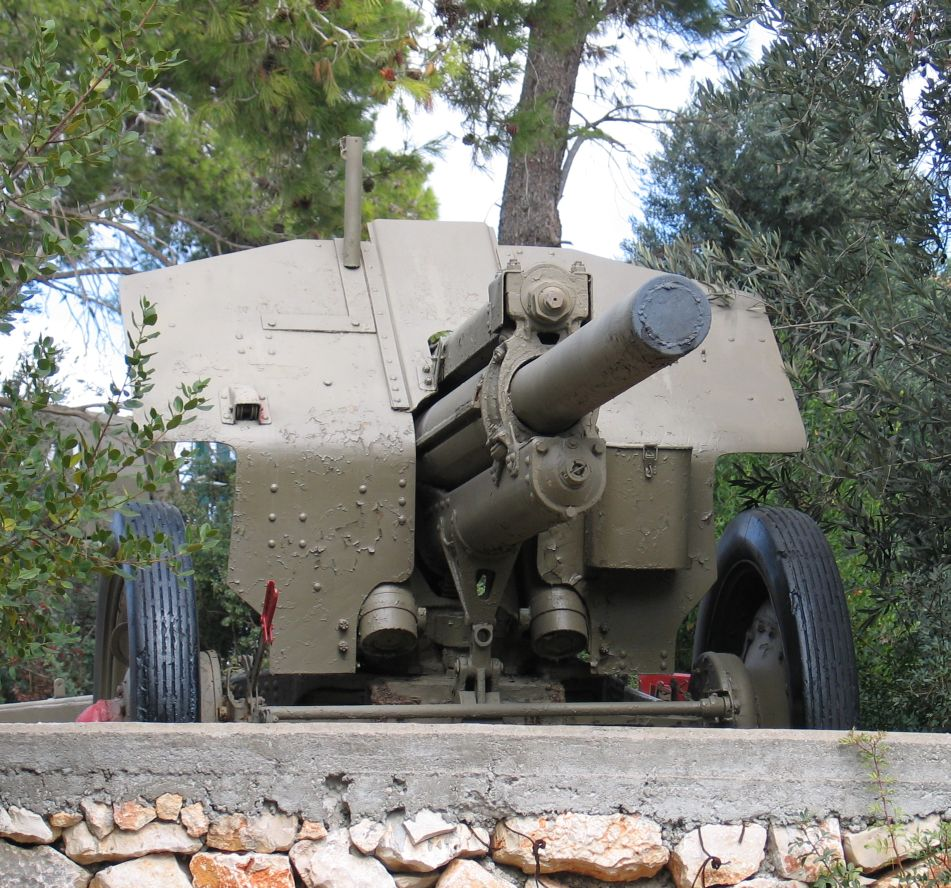
M-30 122mm榴弾砲
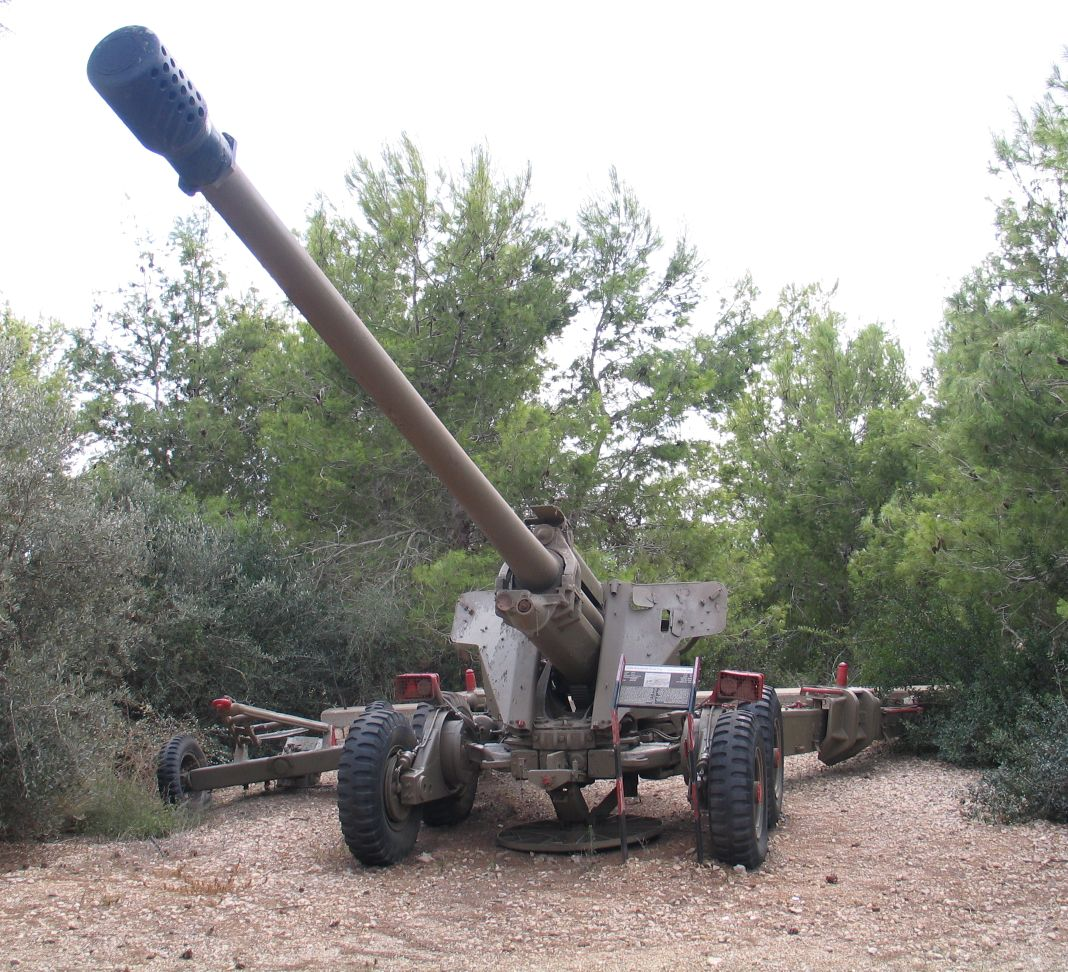
M-46 130mmカノン砲
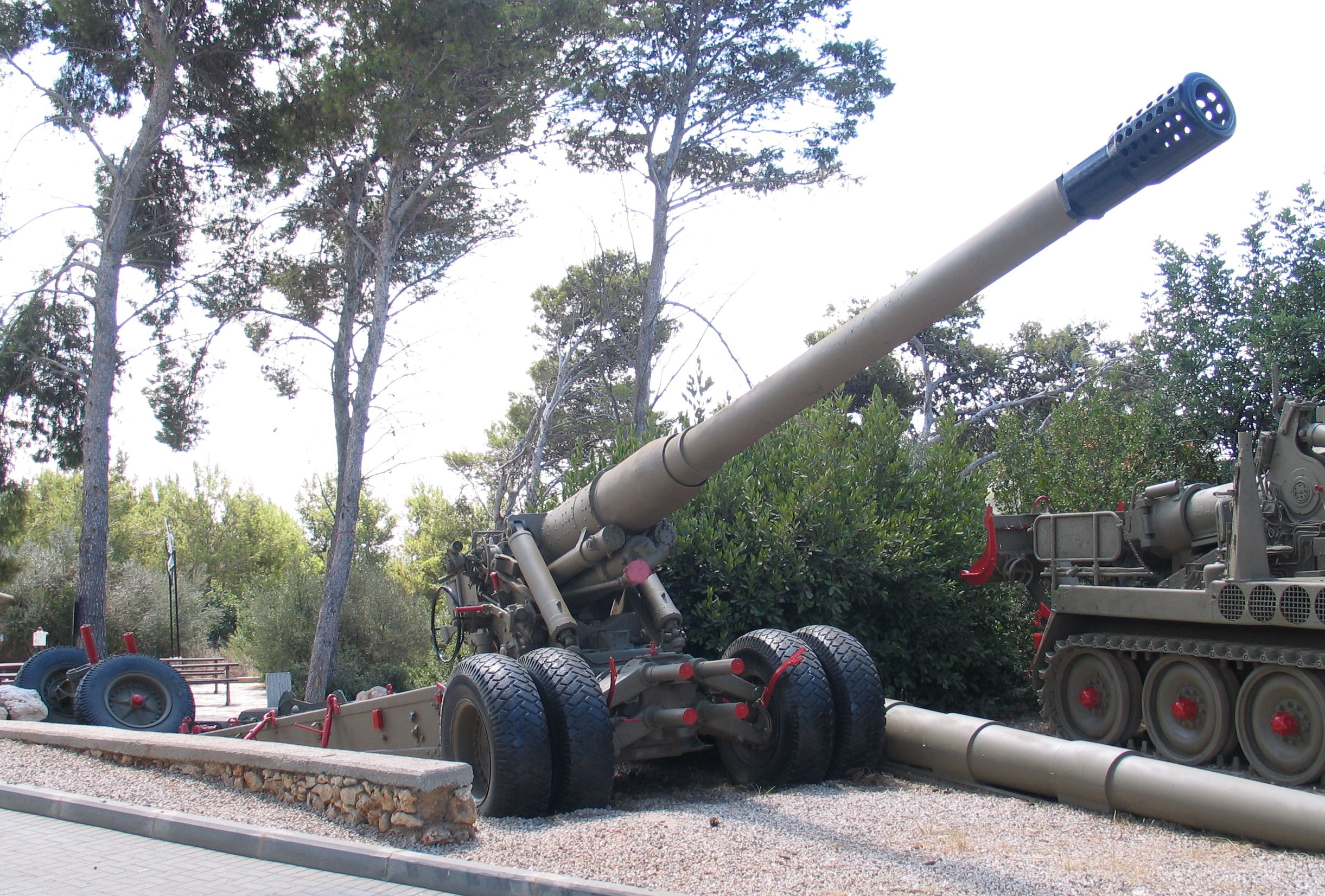
S-23 180mmカノン砲
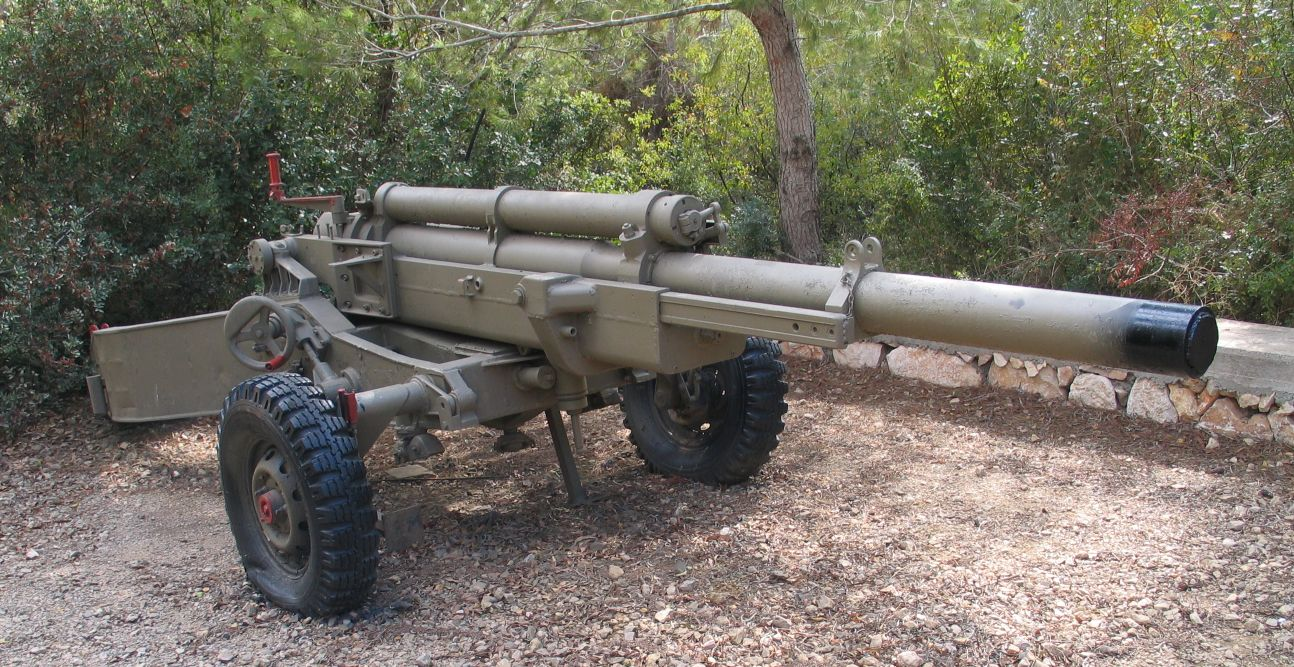
M102 105mm榴弾砲
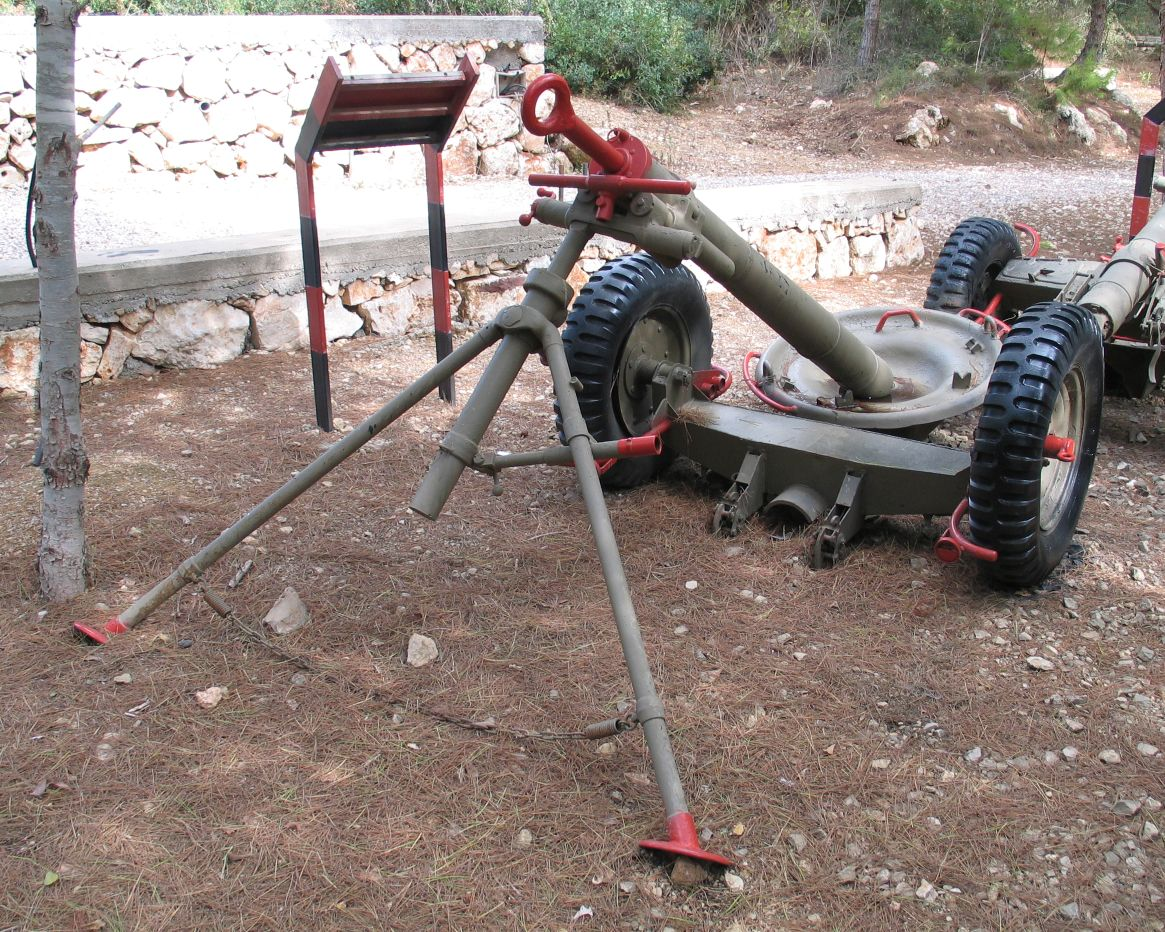
ソルタムM65 120mm迫撃砲
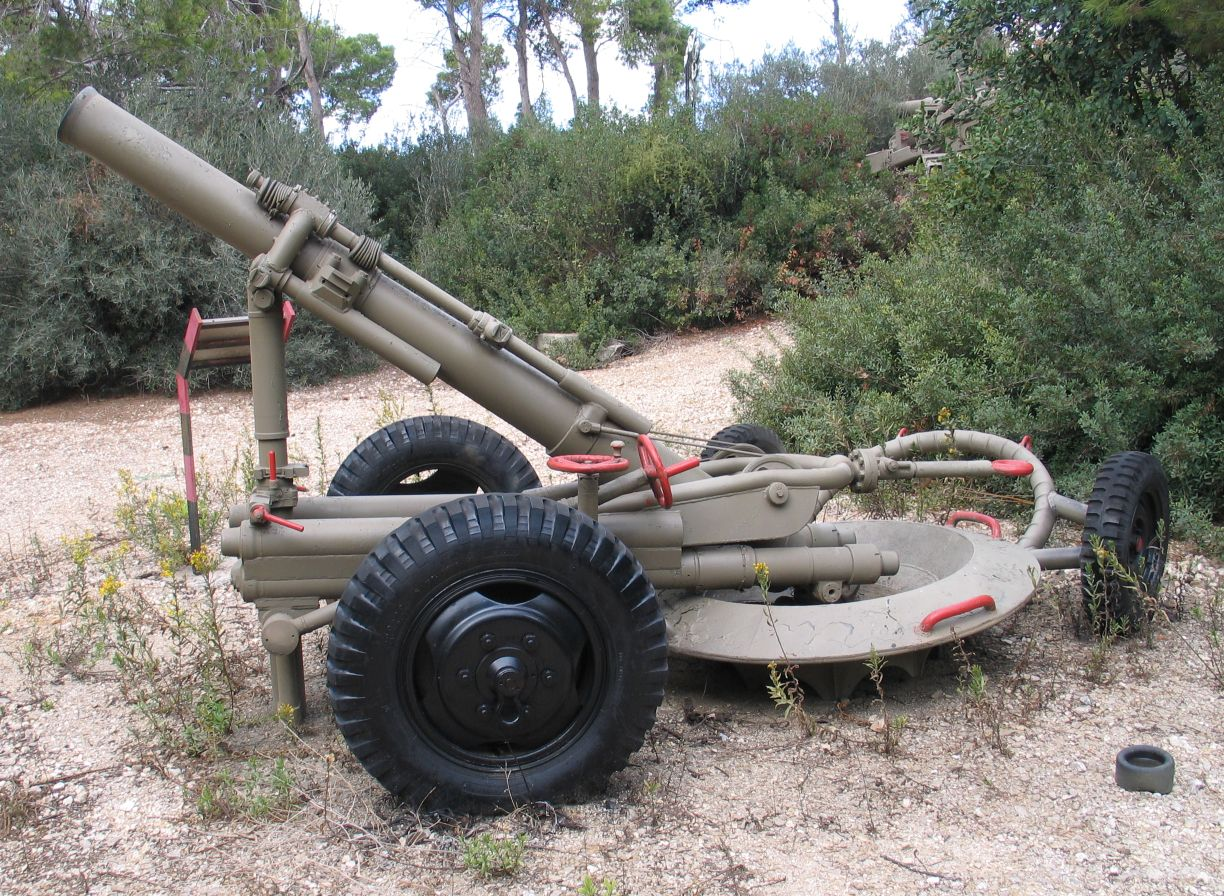
ソルタムM66 160mm迫撃砲
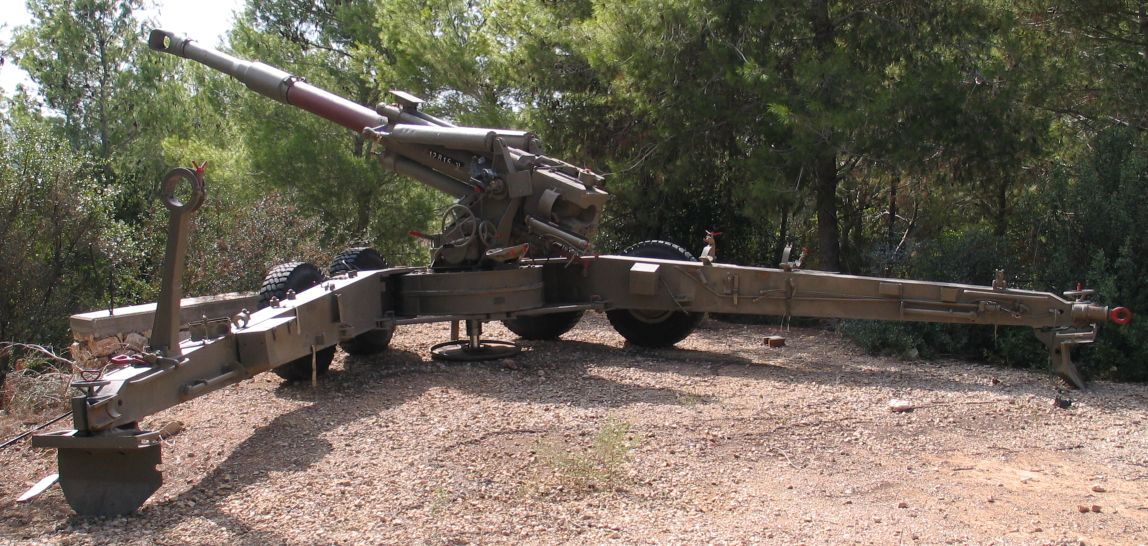
ソルタムM71 155mm榴弾砲
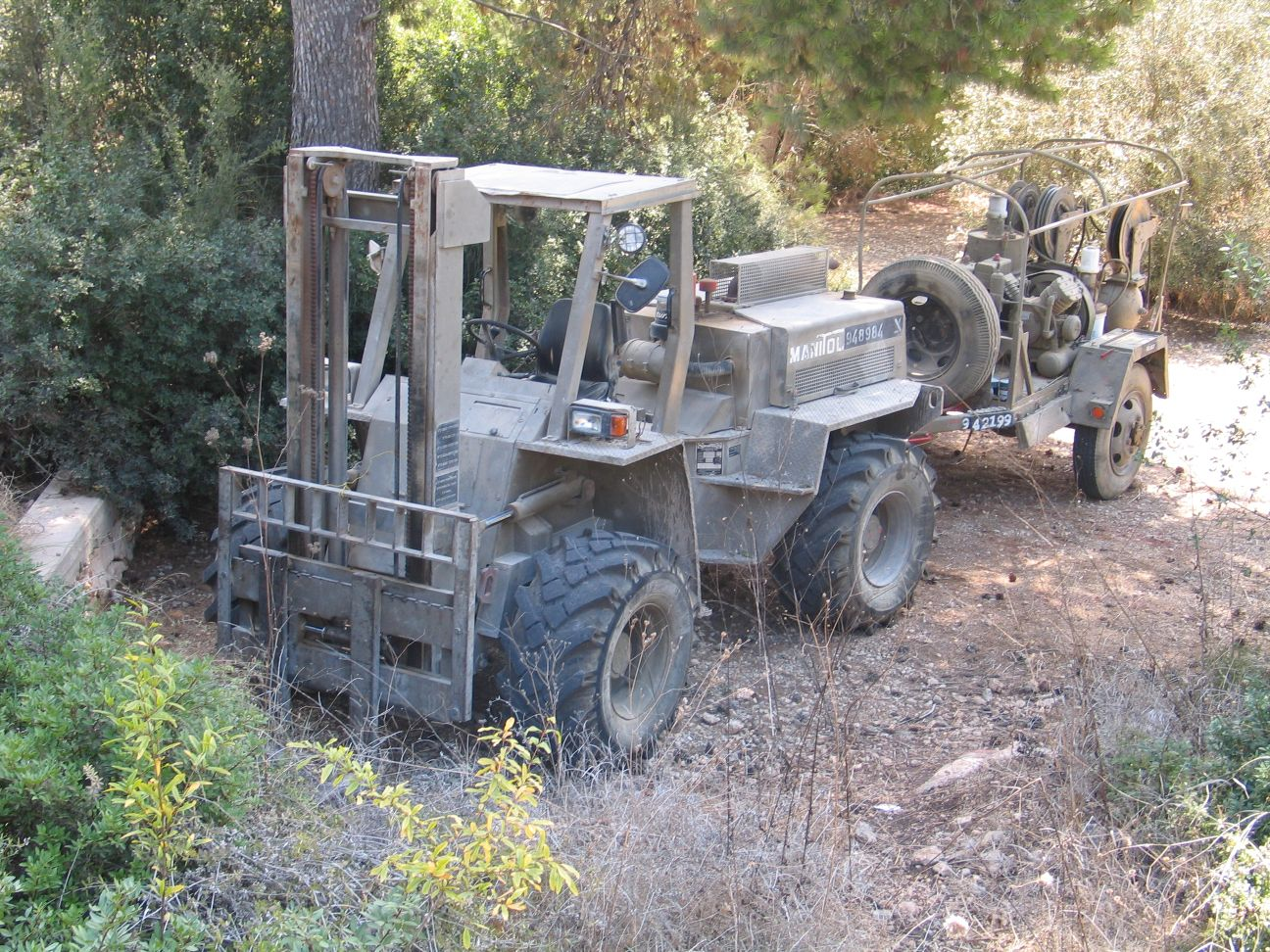
イスラエル軍のフォークリフト